# Rona Cup 2006
Rona Cup 2006 byl hokejový turnaj konající se v Trenčíně v roce 2006. Pohár začínal 10. srpna a končil 12. srpna. Titul získala poprvé ve své historii MsHK Žilina.

## Výsledky a tabulka
| Pozice | Tým               | Z | V | R | P | GS | GI | B |
| ------ | ----------------- | - | - | - | - | -- | -- | - |
| 1.     | MsHK Žilina       | 3 | 2 | 0 | 1 | 11 | 6  | 4 |
| 2.     | HC ZPS Barum Zlín | 3 | 2 | 0 | 1 | 9  | 4  | 4 |
| 3.     | HC Dukla Trenčín  | 3 | 2 | 0 | 1 | 6  | 5  | 4 |
| 4.     | HC Petra Vsetín   | 3 | 1 | 1 | 1 | 7  | 10 | 3 |
| 5.     | HC Oceláři Třinec | 3 | 1 | 0 | 2 | 5  | 10 | 2 |
| 6.     | HKm Zvolen        | 3 | 0 | 1 | 2 | 7  | 10 | 1 |

Při rovnosti bodů rozhoduje rozdíl skóre
|  | HKm Zvolen | 4 : 4                                    | HC Petra Vsetín |  |
|  | HKm Zvolen | (2:3, 2:1, 0:0) - samostatné nájezdy 2:1 | HC Petra Vsetín |  |

| Souhrn zápasu | Souhrn zápasu        | Souhrn zápasu | Souhrn zápasu                                      | Souhrn zápasu |
| ------------- | -------------------- | ------------- | -------------------------------------------------- | ------------- |
|               | Dian 2x Hrčka Paciga |               | Demel Hrabal Stantien (trestné střílení) Bohunický |               |

|  | MsHK Žilina | 0 : 4                                    | HC ZPS Barum Zlín |  |
|  | MsHK Žilina | (0:2, 0:0, 0:2) - samostatné nájezdy 1:1 | HC ZPS Barum Zlín |  |

| Souhrn zápasu | Souhrn zápasu | Souhrn zápasu | Souhrn zápasu                    | Souhrn zápasu |
| ------------- | ------------- | ------------- | -------------------------------- | ------------- |
|               |               |               | Melenovský Šurný Čech Melenovský |               |

|  | HC Dukla Trenčín | 3 : 2                                  | HC Oceláři Třinec |  |
|  | HC Dukla Trenčín | (1:0,1:1,1:1) - samostatné nájezdy 3:2 | HC Oceláři Třinec |  |

| Souhrn zápasu | Souhrn zápasu                         | Souhrn zápasu | Souhrn zápasu | Souhrn zápasu |
| ------------- | ------------------------------------- | ------------- | ------------- | ------------- |
|               | Kollár Kóňa Valach (trestné střílení) |               | Skořepa Hašek |               |

|  | MsHK Žilina | 6 : 1                                    | HC Oceláři Třinec |  |
|  | MsHK Žilina | (3:1, 1:0, 2:0) - samostatné nájezdy 2:1 | HC Oceláři Třinec |  |

| Souhrn zápasu | Souhrn zápasu                        | Souhrn zápasu | Souhrn zápasu | Souhrn zápasu |
| ------------- | ------------------------------------ | ------------- | ------------- | ------------- |
|               | Hreus 2x Gálik Dlouhý Zlocha Tománek |               | Tomas         |               |

|  | HKm Zvolen | 2 : 4                                    | HC ZPS Barum Zlín |  |
|  | HKm Zvolen | (1:1, 1:1, 0:2) - samostatné nájezdy 2:1 | HC ZPS Barum Zlín |  |

| Souhrn zápasu | Souhrn zápasu      | Souhrn zápasu | Souhrn zápasu                      | Souhrn zápasu |
| ------------- | ------------------ | ------------- | ---------------------------------- | ------------- |
|               | T. Jaško J. Čierny |               | Kovář Zubíček Melenovský R. Pšurný |               |

|  | HC Dukla Trenčín | 1 : 2                                  | HC Petra Vsetín |  |
|  | HC Dukla Trenčín | (0:1,0:1,1:0) - samostatné nájezdy 4:2 | HC Petra Vsetín |  |

| Souhrn zápasu | Souhrn zápasu | Souhrn zápasu | Souhrn zápasu | Souhrn zápasu |
| ------------- | ------------- | ------------- | ------------- | ------------- |
|               | Micka         |               | Dubec Hrabal  |               |

|  | HKm Zvolen | 1 : 2                                    | HC Oceláři Třinec |  |
|  | HKm Zvolen | (0:1, 0:0, 1:1) - samostatné nájezdy 2:1 | HC Oceláři Třinec |  |

| Souhrn zápasu | Souhrn zápasu | Souhrn zápasu | Souhrn zápasu    | Souhrn zápasu |
| ------------- | ------------- | ------------- | ---------------- | ------------- |
|               | Chovan        |               | Tesařík Martynek |               |

|  | MsHK Žilina | 5 : 1                                    | HC Petra Vsetín |  |
|  | MsHK Žilina | (0:1, 3:0, 2:0) - samostatné nájezdy 2:3 | HC Petra Vsetín |  |

| Souhrn zápasu | Souhrn zápasu                       | Souhrn zápasu | Souhrn zápasu | Souhrn zápasu |
| ------------- | ----------------------------------- | ------------- | ------------- | ------------- |
|               | Gálik Straka V. Král Dlouhý Tománek |               | Hruška        |               |

|  | HC Dukla Trenčín | 2 : 1                                  | HC ZPS Barum Zlín |  |
|  | HC Dukla Trenčín | (0:0,1:1,1:0) - samostatné nájezdy 1:3 | HC ZPS Barum Zlín |  |

| Souhrn zápasu | Souhrn zápasu | Souhrn zápasu | Souhrn zápasu | Souhrn zápasu |
| ------------- | ------------- | ------------- | ------------- | ------------- |
|               | Barinka Lezo  |               | Vosátko       |               |